# American Type Founders
L'American Type Founders (ATF) fou una empresa estatunidenca creada en 1892 a partir de la fusió de 23 foses tipogràfiques, representant al voltant del 85% de tota classe fabricats als Estats Units. ATF va ser el dominant estatunidenc fabricant dels tipus de metall des de la seva creació fins a la dècada del 1940, i va continuar sent influents fins a la dècada del 1960.

## Apogeu
Durant el seu apogeu, els tipus de metall fabricats per l'ATF gaudien de reconeguda qualitat artística i excel·lència tècnica. Joseph W. Phinney, vicepresident d'ATF, va supervisar les primeres biblioteques de tipus treballat amb dissenyadors externs. Frederic Goudy, que seria un famós dissenyador tipogràfic, va presentar el seu primer disseny de font a la ATF, i Phinney i li va donar 10 dòlars, el doble del Goudy havia demanat.
Morris Fuller Benton, possiblement el dissenyador de tipus més prolífic en la història, va servir com a cap de disseny de tipus de 1900 a 1937, i molts de les desenes de dissenys segueixen sent populars avui en dia, incloent-hi el Franklin Gothic (tipografia corporativa de Microsoft), Bank Gothic, Broadway, i la major part de la Família Century.
ATF també va ser un fabricant d'equips d'impressió tipogràfica, incloent-hi el Kelly Automatic Presses, el Klymax Feeder per Chandler & Price Gordon, i el Little Giant. Més tard es va produir les premses òfset ATF Chief and ATF Davidson.
La mostra de llibres produïts per la ATF, en particular les edicions 1912 i 1923, són obres mestres de la impressió, així com una mostra de la diversitat de dissenys de fonts. Els historiadors d'impressió continuen estudiant aquestes fonts, i als dissenyadors els serveix com a inspiració per al disseny de fonts i tecnologia tipografia digital.

## Decadència
Donada la competència de les màquines de compondre, com el linotip, els beneficis de l'empresa van començar a disminuir en la dècada del 1920, i l'empresa mai va ser la mateixa després que els administradors originals es van retirar, i va patir una reorganització per fallida el 1934, i la companyia va continuar fabricant els tipus de metall, decreixent molt gradualment l'activitat al llarg dels anys
ATF també va desenvolupar la primera màquina de fotocomposició de baix cost, basat en el Friden Flexowriter/Justowriter a finals de la dècada del 1960 i principis de la dècada del 1970. El sistema d'ATF va ser dissenyat per complir amb la necessitat de composició de les operacions d'impressió més petites. Encara que la composició amb la llum en una placa no era del tot nova en el moment, la màquina de fotocomposició d'ATF va posar la tecnologia de fotocomposició a l'abast del gran públic.
El primer model de màquina de fotocomposició va ser el "A", de la que no es produeixen moltes unitats perquè l'ajust de caràcters deixa molt a desitjar. El model més comú era el "B", en el qual l'ajust de caràcters va ser millorat mitjançant l'ús del mecanisme d'escapament de la Friden "Justowriter" de sis unitats. El darrer model, i més avançat era la "B-8", on es va agregar una vuitena unitat d'escapament al mecanisme a través d'una sèrie de relés electromecànics que podria afegir la vuitena unitat a alguns caràcters més grans, com la "M" majúscula, sense canviar el mecanisme bàsic d'escapament mecànic del model "B".
ATF va produir discos de tipus amb tots els seus tipus populars, que eren anells concèntrics de fonts en un material plàstic transparent en forma negativa. En general, aquests discos contenien versions romana, cursiva i negreta de la mateixa cara. Es va produir fins i tot un disc amb l'únic disseny de tipus canadenc, anomenat "Cartier".
La phototypesetter va ser venuda al Canadà, Alemanya, Itàlia, Dinamarca, França, Bèlgica, Anglaterra i altres països, i a Dinamarca, diversos diaris es van produir en phototypesetters ATF per una empresa anomenada "Reprod".
El fabricant de pel·lícules alemany Perutz va fabricar una pel·lícula especial amb l'emulsió exterior i sense una emulsió anti-halo. Això va permetre a la phototypesetter ATF per produir la pel·lícula lectura inversa, amb l'emulsió cap amunt, un procediment comú a Europa en el moment.
El 1983, l'empresa contava només amb sis treballadors i el 1986, les restes van ser adquirides per Kingsley, i el 1993 l'ATF-Kingsley va tancar les portes, i es van subhastar els tipus i equips. La divisió d'impressió es va convertir en ATF Davidson, i per un temps Kingsley Holding Corporation, propietària de les fonts Kingsley-ATF, va fer l'intent de vendre les fonts digitals sota la marca ATF.

## Llegat
Malgrat la ATF és tancada, algunes de les seves màquines originals de fosa de tipus es troben encara en ús a The Dale Guild Type Foundry en Howell, Nova Jersey. Aquest equip es va salvar a través d'esforços coordinats per Theo Rehak, l'última persona entrenada per usar les màquines a l'ATF a Elizabeth (Nova Jersey).
Un altre llegat de l'ATF és el seu museu i biblioteca tipogràfica, que va funcionar durant molts anys fins que finalment es va transferir el 1936 la col·lecció a la Universitat de Colúmbia. Els llibres estan integrats en la col·lecció principal de Colúmbia, però hi ha un arxiu de materials de la ATF en col·leccions especials.